# カレイジャス (原子力潜水艦)
|          | |
| 艦歴     | |
| 発注     | |
| 起工     | 1968年5月15日 |
| 進水     | 1970年3月7日 |
| 就役     | 1971年10月16日 |
| 退役     | 1992年4月10日 |
| その後   | 博物館船として公開 |
| 除籍     | |
| 性能諸元 | |
| 排水量   | 水上 4,200トン 水中 4,900トン |
| 全長     | 86.9m |
| 全幅     | 10.1m |
| 吃水     | 8.2m |
| 機関     | ロールス・ロイスPWR1型加圧水型原子炉 1基 イングリッシュ・エレクトリック ギアード蒸気タービン 1基 パックスマン ディーゼル・エレクトリック機関 (補機) 1軸推進 |
| 最大速   | 水中 28ノット 水上 20ノット |
| 潜行深度 | |
| 乗員     | 103名 |
| 兵装     | 21インチ魚雷発射管 6門 (魚雷 26発、後にハープーンの運用能力追加)                                                                                            |
| 探索装置 | Type2001型ソナー (探信/受聴) 2007型ソナー (受聴) 197型ソナー (音響要撃受信機) 1008型レーダー UAL (ESM) TCSS 9/TDHS(DCA)                                     |
| モットー | Fortiter in Angustis |

カレイジャス(HMS Courageous, S50)は、イギリス海軍の原子力潜水艦。チャーチル級原子力潜水艦の3番艦。この名を受け継いだ艦としては5代目にあたる。

## 艦歴
「カレイジャス」は、ヴィッカース・アームストロングバロー・イン・ファーネス造船所で1968年5月15日に起工し、1970年3月7日に進水、1971年10月16日に就役した。
1982年、同型艦のHMS コンカラー S48と共にフォークランド紛争に参加している。カレイジャスは損傷もなく同年末に帰還した。
1992年4月10日に退役した。現在はデヴォンポートで博物館船として公開されている。